# Třída Forrest Sherman
Třída Forrest Sherman byla lodní třída torpédoborců námořnictva Spojených států amerických. V letech 1953–1959 bylo postaveno 18 jednotek této třídy. Jednalo se o poslední třídu klasických torpédoborců, následující lodě již byly vybaveny především raketovou technikou. Třída Forrest Sherman byla americkým námořnictvem používána v letech 1955–1988.
USS Barry (DD-933) a USS Turner Joy (DD-951) byly přeměněny na muzejní lodě. Kvůli nízké návštěvnosti bylo roku 2015 rozhodnuto o sešrotování torpédoborce Barry, který byl roku 2016 odvlečen na místo likvidace.

## Stavba
Jednotky třídy Forrest Sherman:
| Jméno                            | Zahájení stavby | Spuštěna          | Vstup do služby   | Status                                              |
| -------------------------------- | --------------- | ----------------- | ----------------- | --------------------------------------------------- |
| USS Forrest Sherman (DD-931)     | 1953            | 5. února 1956     | 9. listopadu 1956 | Vyřazen.                                            |
| USS John Paul Jones (DD-932)     | 1954            | 7. května 1955    | 5. dubna 1956     | Vyřazen.                                            |
| USS Barry (DD-933)               | 1954            | 1. října 1955     | 31. srpna 1956    | Vyřazen, do roku 2016 muzejní loď, poté sešrotován. |
| USS Decatur (DD-936)             | 1954            | 15. prosince 1955 | 7. prosince 1956  | Vyřazen.                                            |
| USS Davis (DD-937)               | 1955            | 28. března 1956   | 28. února 1957    | Vyřazen.                                            |
| USS Jonas Ingraham (DD-938)      | 1955            | 8. července 1956  | 17. června 1957   | Vyřazen.                                            |
| USS Mahley (DD-940)              | 1955            | 12. dubna 1956    | 1. února 1957     | Vyřazen.                                            |
| USS Du Pont (DD-941)             | 1955            | 8. září 1956      | 1. července 1957  | Vyřazen.                                            |
| USS Rigelow (DD-942)             | 1955            | 2. února 1957     | 8. listopadu 1957 | Vyřazen.                                            |
| USS Blandy (DD-943)              | 1955            | 19. prosince 1956 | 8. listopadu 1957 | Vyřazen.                                            |
| USS Mullini (DD-944)             | 1956            | 18. března 1957   | 7. března 1958    | Vyřazen.                                            |
| USS Hull (DD-945)                | 1956            | 10. srpna 1957    | 3. července 1958  | Vyřazen.                                            |
| USS Edson (DD-946)               | 1956            | 1. ledna 1958     | 7. listopadu 1958 | Vyřazen.                                            |
| USS Somers (DD-947)              | 1957            | 30. května 1958   | 3. dubna 1959     | Vyřazen.                                            |
| USS Morton (DD-948)              | 1957            | 30. května 1958   | 3. dubna 1959     | Vyřazen.                                            |
| USS Parsons (DD-949)             | 1957            | 19. srpna 1958    | 29. října 1959    | Vyřazen.                                            |
| USS Richards S. Edwards (DD-950) | 1956            | 24. září 1957     | 5. února 1959     | Vyřazen.                                            |
| USS Turner Joy (DD-951)          | 1957            | 5. května 1958    | 3. srpna 1959     | Vyřazen, muzejní loď.                               |

## Konstrukce

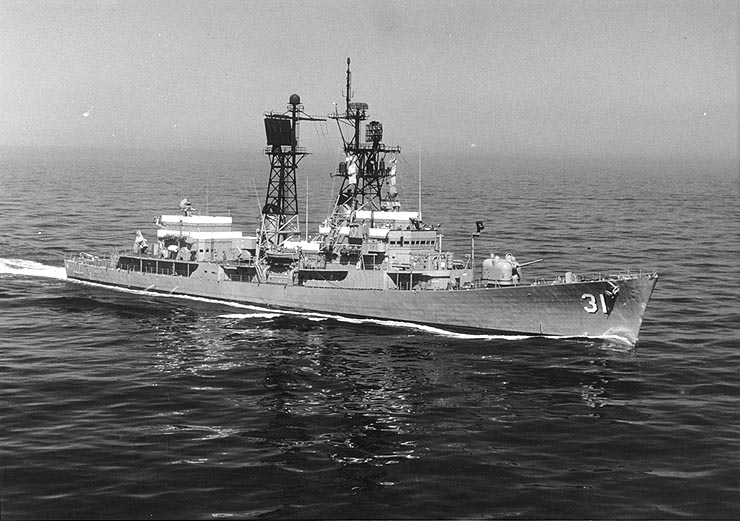
USS Decatur (DDG-31) po přestavbě a instalaci protiletadlových střel Tartar ma zádi

Jednalo se o poslední klasické torpédoborce s hlavní výzbrojí děl a torpédometů. Po dokončení nesly tři 127mm kanóny v jednohlavňových věžích (jedna na přídi a dvě na zádi), čtyři 76mm kanóny ve dvouhlavňových věžích, dva vrhače hlubinných pum Hedgehog, čtyři jednohlavňové 533mm torpédomety a dva trojité 324mm protiponorkové torpédomety.
Během služby byly jednotlivé lodě výrazně upravovány. V 60. a 70. letech byly demontovány 76mm kanóny a vrhače Hedgehog. U osmi plavidel nahradilo druhou věž osminásobné vypouštěcí zařízení raketových torpéd ASROC. U torpédoborců USS John Paul Jones, USS Parsons, USS Decatur a USS Somers bylo na zádi instalováno dvojité vypouštěcí zařízení protiletadlových řízených střel Tartar se zásobou 40 střel.
Pohonný systém tvořily dvě turbíny a čtyři kotle. Nejvyšší rychlost dosahovala 33 uzlů.